# Diatrichalus tigoplanus
Diatrichalus tigoplanus – gatunek chrząszcza z rodziny karmazynkowatych i podrodziny Lycinae.
Gatunek ten opisany został w 2000 roku przez Ladislava Bocáka.
Chrząszcz o ciele długości od 7,6 do 8,3 mm. Ubarwienie czarne do ciemnobrązowego z żółtymi: przedpleczem, tarczką i przednimi 2/3 do 6/7 pokryw oraz co najmniej częściowo jasnobrązowymi  krętarzami. Odległość między oczami równa 1,25 ich średnicy, a długość pokryw wynosi 3,1 ich szerokości.
Gatunek orientalny, endemiczny dla filipińskiej wyspy Palawan.